# Nonduermas
Nonduermas es una pedanía perteneciente al municipio de Murcia (España). Cuenta con una población de 2.561 habitantes (INE 2024) y una extensión de 2,755 km². Se encuentra a unos 3 km de Murcia y se sitúa a una altura media de 50 m s. n. m.. Cuenta con una estación de cargas de ferrocarril con aduanas, llamada Murcia-Mercancías, por la que pasan los trenes Alvia y Altaria Cartagena-Murcia-Madrid y viceversa y la línea C-2 de Cercanías, que une Murcia, Lorca y Águilas.
Su denominación viene de una advertencia para los guerreros. Durante la reconquista, los oficiales cristianos advertían a sus soldados para que durante las vigilancias no se quedaran dormidos. Las palabras pronunciadas eran «non duermas», por lo que se cree que esta es la razón de que se llamara así a este lugar. Sin embargo, existen otras hipótesis al respecto. Otra leyenda cuenta que los habitantes, ahora del término de Murcia, advertían con esta frase sobre el peligro que tenía pasar por el llamado ´Camino Hondo´.

## Geografía
Limita con:
- al Norte: Puebla de Soto, La Raya y Rincón de Seca.
- al Este: Era Alta.
- al oeste: municipio de Alcantarilla.
- al Sur: San Ginés y Era Alta.

Los núcleos de población de esta pedanía son Nonduermas y Ermita de Burgos. La zona más conocida en esta población es la llamada Media Legua situada en la carretera de Alcantarilla y que es el centro urbano de esta pedanía.

## Patrimonio
Iglesia de Ntra Sra de Cortes. De 1773. Templo de planta de cruz latina, con tres naves y cúpula sobre crucero. Aunque el templo sufrió grandes destrozos durante la Contienda Civil destaca la portada del siglo XVII. En su interior destaca el retablo del altar mayor realizado por los Hermanos Noguera. Dentro de las obras de escultura religiosa es de resaltar la imagen de Ntra Sra de Cortes, virgen de los Dolores y Divina Pastora, todas ellas del imaginero José Sánchez Lozano. También es reseñable una imagen de Nuestro Padre Jesús Nazareno de Antonio Carrión Valverde de mediados del siglo XX, una virgen de la Piedad del unionense Galo Conesa  o un San Juan Evangelista del escultor Hernández Navarro de finales de los años 90.

Ermita del Niño de Burgos.
Ermita de reciente creación. Resulta entrañable por su localización entre naranjos y limoneros. Alberga una curiosa pintura de la Dolorosa realizada en el siglo XIX, así como varias obras de imaginería de la escuela de Salzillo. Destacan el niño Jesús de Burgos y la Inmaculada de Sánchez Tapia, un San José y crucificado de Juan José Álvarez y una imagen de la Santa Mujer Verónica de vestir.

## Naturaleza
Dentro de la huerta de Nonduermas destacan árboles como el granado, la palmera datilera, el nispolero, el caquilero, la higuera y el membrillero, siendo típica su presencia junto a brazales y acequias. En cuanto a fauna se refiere, destacan la lagartija colilarga, la polilla de cuatro manchas, la culebra de escalera, la mariquita melonera, la damisela o mariposa del aire.

## Riada de Santa Teresa
La noche del 15 de octubre de 1879 se produce una gran riada la cual se lleva la vida de 54 habitantes. Desolados, los supervivientes se concentran en la plaza del pueblo rodeados de los fallecidos, tras quedar todo destrozado por el agua y el barro. Casas, hasta la vía del tren, etc, quedaron destrozados.
El día 20 de octubre Nonduermas recibió la visita de Alfonso XII, se desplazó a Alcantarilla en tren y paseó por la carretera de Alcantarilla hasta llegar a Nonduermas. Rodeado de los supervivientes y entre halagos de los habitantes, un anciano se le acercó y le dijo: sólo nos ha quedado la tierra, el cielo y vos, padre.

## Gastronomía
Dentro de la gastronomía local de Nonduermas destacan los embutidos de cerdo, la olla gitana, el cocido de verano, arroz y pollo, potaje de garbazos, zarangollo, el arroz y conejo, y postres típicos como los buñuelos o paparajotes, y en Navidad dulces como las tortas de recao, de almendra, de pascua, de naranja, rollos, tortas de chicharrones, de boniato, suspiros o cordiales.

## Personajes
Luis Garay (1893-1956), pintor.

## Fiestas
Nonduermas celebra sus fiestas a mediados del mes de septiembre, en torno a su patrona, llamada Nuestra Señora de Cortes.[cita requerida]
- Datos: Q6044626
- Multimedia: Nonduermas / Q6044626